# Propebela nobilis
Propebela nobilis é uma espécie de gastrópode do gênero Propebela, pertencente a família Mangeliidae.